# Franceska Jaimes
Franceska Jaimes (née le 20 septembre 1985 à Bogota) est une actrice colombienne de films pornographiques.

## Biographie
Franceska Jaimes est la Penthouse Pet d'avril 2011.

## Distinctions
Récompenses
- 2012 : Galaxy Award - Best New Female Performer (North America)

Nominations
- 2012 : AVN Award - Female Foreign Performer of the Year
- 2012 : AVN Award - Most Outrageous Sex Scene avec Nacho Vidal - Nacho Vidal vs. Live Gonzo
- 2012 : Urban X Award - Best 3 Way Sex Scene avec Dana DeArmond et Nacho Vidal - Nacho Vidal Back to USA
- 2013 : AVN Award - Best Anal Sex Scene avec Manuel Ferrara - Big Wet Butts 6
- 2013 : AVN Award - Best Sex Scene in a Foreign-Shot Production avec nacho Vidal - Fucking Tour
- 2013 : AVN Award - Best Solo Sex Scene - Nacho vs. Franceska Jaimes
- 2013 : AVN Award - Best Tease Performance - Big Wet Butts 6
- 2013 : AVN Award - Female Foreign Performer of the Year
- 2014 : AVN Award - Best Sex Scene in a Foreign-Shot Production - Fuck Yeeaaah!!!! avec Penelope Crunch et Nacho Vidal
- 2014 : XBIZ Award - Foreign Female Performer of the Year